# Dysschema daphne
Dysschema daphne är en fjärilsart som beskrevs av Druce 1885. Dysschema daphne ingår i släktet Dysschema och familjen björnspinnare. Inga underarter finns listade i Catalogue of Life.